# Kreis Stallupönen
Der Kreis Stallupönen (ab 1938 Kreis Ebenrode) in Ostpreußen bestand in der Zeit von 1818 bis 1945. Sein ehemaliges Gebiet gehört heute zur russischen Oblast Kaliningrad. Im Kreis lag unter anderem der für seine Pferdezucht bekannte Ort Trakehnen.

## Geographie
Der Kreis grenzte im Norden an den Kreis Pillkallen, im Osten an Litauen, im Süden an den Kreis Goldap und im Westen an den Kreis Gumbinnen.

## Verwaltungsgeschichte

### Königreich Preußen

Der Kreis Stallupönen in den Grenzen von 1818 bis 1945

Der Kreis Stallupönen (Ebenrode) vor dem Zweiten Weltkrieg

Das Gebiet des Kreises Stallupönen gehörte seit der Einteilung Ostpreußens in landrätliche Kreise von 1752 zum damaligen Kreis Insterburg. Im Rahmen der preußischen Verwaltungsreformen ergab sich mit der „Verordnung wegen verbesserter Einrichtung der Provinzialbehörden“ vom 30. April 1815 die Notwendigkeit einer umfassenden Kreisreform in ganz Ostpreußen, da sich die 1752 eingerichteten Kreise als unzweckmäßig und zu groß erwiesen hatten. Zum 1. September 1818 wurde im Regierungsbezirk Gumbinnen aus Teilen des alten Kreises Insterburg der neue Kreis  Stallupönen gebildet. Dieser umfasste die Kirchspiele Bilderweitschen, Enzuhnen, Göritten, Kattenau, Kassuben, Pillupönen, Stallupönen und Szirgupönen. Das Landratsamt war in der Stadt Stallupönen. Am 1. Januar 1824 wurde das Kirchspiel Szirgupönen aus dem Kreis Stallupönen in den Kreis Gumbinnen umgegliedert.
Seit dem 3. Dezember 1829 gehörte der Kreis – nach dem Zusammenschluss der Provinzen Preußen und Westpreußen – zur neuen Provinz Preußen mit dem Sitz in Königsberg i. Pr.

### Norddeutscher Bund und Deutsches Reich
Seit dem 1. Juli 1867 gehörte der Kreis zum Norddeutschen Bund und ab dem 1. Januar 1871 zum Deutschen Reich. Nach der Teilung der Provinz Preußen in die Provinzen Ostpreußen und Westpreußen wurde der Kreis Stallupönen am 1. April 1878 Bestandteil Ostpreußens.
Zum 30. September 1928 fand im Kreis Stallupönen entsprechend der Entwicklung im übrigen Freistaat Preußen eine Gebietsreform statt, bei der alle Gutsbezirke bis auf einen aufgelöst und benachbarten Landgemeinden zugeteilt wurden.
Am 7. September 1938 wurde der Kreis in Ebenrode umbenannt.
Im Frühjahr 1945 wurde das Kreisgebiet durch die Rote Armee besetzt und kam nach Kriegsende  unter sowjetische Verwaltung. Heute gehört das ehemalige Kreisgebiet zur russischen Oblast Kaliningrad.

## Einwohnerentwicklung
| Jahr | Einwohner | Quelle |
| ---- | --------- | ------ |
| 1818 | 21.790    | [ 4 ]  |
| 1846 | 37.560    | [ 5 ]  |
| 1871 | 44.220    | [ 6 ]  |
| 1890 | 45.329    | [ 7 ]  |
| 1900 | 44.336    | [ 7 ]  |
| 1910 | 43.453    | [ 7 ]  |
| 1925 | 43.515    | [ 7 ]  |
| 1933 | 42.220    | [ 7 ]  |
| 1939 | 40.823    | [ 7 ]  |

## Politik

### Landräte
- 1818–184100Otto von Kortzfleisch
- 1841–186000Carl Gamradt
- 1860–186700Karl Riemer
- 1867–187200Ludolf von Estorff
- 1872–187400Friedrich Otto Hermann von Wolffgramm
- 1874–187900Karl Schulz
- 1879–188900Franz Burchard[8]
- 1889–190000Otto Hoffmann
- 1900–190700Wilhelm von Redern
- 1907–191500Wilhelm Gaede
- 1915–191900Theodor Kramer
- 1919–192100Fritz Schoultz von Ascheraden
- 1921–192500Hero Kruse
- 1925–193400Leopold von Knobloch
- 1935–194500Otto Bochum

### Wahlen
Im Deutschen Kaiserreich bildete der Kreis Stallupönen zusammen mit den Kreisen Goldap und Darkehmen den Reichstagswahlkreis Gumbinnen 4.

### Kommunalverfassung
Der Kreis Stallupönen gliederte sich in die Städte Eydtkuhnen und Stallupönen, in Landgemeinden und – bis zu deren nahezu vollständigem Wegfall – in Gutsbezirke. Mit Einführung des preußischen Gemeindeverfassungsgesetzes vom 15. Dezember 1933 sowie der Deutschen Gemeindeordnung vom 30. Januar 1935 wurde zum 1. April 1935 das Führerprinzip auf Gemeindeebene durchgesetzt. Eine neue Kreisverfassung wurde nicht mehr geschaffen; es galt weiterhin die Kreisordnung für die Provinzen Ost- und Westpreußen, Brandenburg, Pommern, Schlesien und Sachsen vom 19. März 1881.

## Gemeinden
Nach der Gemeindereform von 1928 umfasste der Kreis Stallupönen die Städte Stallupönen und Eydtkuhnen, 198 weitere Gemeinden sowie einen Forstgutsbezirk. Bis 1939 kam es zu weiteren Eingemeindungen von bevölkerungsarmen Gemeinden sowie zu zahlreichen Umbenennungen.
| Amtsbezirke und Gemeinden                    | Einwohner (1939) | Eingemeindungen und Namensänderungen                                        |
| Stadt Stallupönen                            |                  |                                                                             |
| 1. Stallupönen, amtsfreie Stadt              | 6608             | am 16. Juli 1938 umbenannt in Ebenrode                                      |
| Stadt Eydtkuhnen                             |                  |                                                                             |
| 1. Eydtkuhnen, amtsfreie Stadt               | 4922             | am 16. Juli 1938 umbenannt in Eydtkau                                       |
| Amtsbezirk Absteinen                         | 1182             |                                                                             |
| 1. Absteinen                                 | 147              |                                                                             |
| 2. Eszerkehmen                               | 114              | am 16. Juli 1938 umbenannt in Seebach (Ostpr.)                              |
| 3. Jodringkehmen                             | 101              | am 16. Juli 1938 umbenannt in Sinnhöfen                                     |
| 4. Kinderweitschen                           | 208              | am 16. Juli 1938 umbenannt in Kinderhausen                                  |
| 5. Kryszullen                                | 145              | am 16. Juli 1938 umbenannt in Narwickau                                     |
| 6. Lengwehnen                                | 55               | am 16. Juli 1938 umbenannt in Grenzkrug                                     |
| 7. Nickelnischken                            | 102              | am 16. Juli 1938 umbenannt in Nickelsfelde                                  |
| 8. Romeyken                                  | 149              | am 16. Juli 1938 umbenannt in Romeiken                                      |
| 9. Szapten                                   | 73               | am 17. September 1936 umbenannt in Schapten                                 |
| 10. Schleuwen                                | 54               |                                                                             |
| 11. Stärken                                  | 34               |                                                                             |
| Amtsbezirk Alt Kattenau                      | 1300             | ab 26. August 1931 Amtsbezirk Neu Trakehnen                                 |
| 1. Kiddeln                                   | 182              | am 16. Juli 1938 umbenannt in Sonnenmoor                                    |
| 2. Kummeln                                   | 176              |                                                                             |
| 3. Neu Trakehnen                             | 801              |                                                                             |
| 4. Seehausen                                 | 141              | bis 1928 Schorschinehlen                                                    |
| Amtsbezirk Bilderweitschen                   | 1313             | ab 1938/39 Amtsbezirk Bilderweiten                                          |
| 1. Antanischken                              | 68               | am 16. Juli 1938 umbenannt in Antonshain                                    |
| 2. Bilderweitschen                           | 342              | am 16. Juli 1938 umbenannt in Bilderweiten                                  |
| 3. Groß Degesen                              | 277              |                                                                             |
| 4. Jocknen                                   | 77               | am 16. Juli 1938 umbenannt in Jocken                                        |
| 5. Lauken                                    | 206              |                                                                             |
| 6. Mecken                                    | 72               |                                                                             |
| 7. Nausseden                                 | 65               | am 16. Juli 1938 umbenannt in Weitenruh                                     |
| 8. Plimballen                                | 92               | am 16. Juli 1938 umbenannt in Lehmfelde                                     |
| 9. Schmilgen                                 | 36               |                                                                             |
| 10. Szuggern                                 | 49               | am 17. September 1936 umbenannt in Schuggern                                |
| 11. Sommerkrug                               |                  | hieß bis 1928 Tarpupönen                                                    |
| 12. Wagonen                                  | 29               |                                                                             |
| Amtsbezirk Bredauen                          | 1045             |                                                                             |
| 1. Bredauen                                  | 482              |                                                                             |
| 2. Bisdohnen                                 | 106              | am 16. Juli 1938 umbenannt in Blocksberg; am 1. Oktober 1939 zu Preußenwall |
| 3. Girnischken                               | 77               | am 16. Juli 1938 umbenannt in Lichtentann                                   |
| 4. Groß Grigalischken                        | 106              | am 16. Juli 1938 umbenannt in Ellerbach (Ostpr.)                            |
| 5. Gudellen                                  | 190              | am 16. Juli 1938 umbenannt in Preußenwall                                   |
| 6. Szameitkehmen                             | 28               | am 16. Juli 1938 umbenannt in Weitendorf; am 1. Oktober 1939 zu Preußenwall |
| 7. Szeskehmen                                | 190              | am 16. Juli 1938 umbenannt in Hochmühlen                                    |
| Amtsbezirk Drusken                           | 1628             |                                                                             |
| 1. Bareischkehmen                            | 432              | am 16. Juli 1938 umbenannt in Baringen                                      |
| 2. Doblendszen                               | 58               | am 16. Juli 1938 umbenannt in Parkhof                                       |
| 3. Drusken                                   | 198              |                                                                             |
| 4. Klein Degesen                             |                  | am 1. Oktober 1937 zu Lucken                                                |
| 5. Kögsten                                   | 53               |                                                                             |
| 6. Kischen                                   | 70               | am 16. Juli 1938 umbenannt in Krähenwalde                                   |
| 7. Leibgarten                                |                  | am 1. Oktober 1938 zu Baringen                                              |
| 8. Lucken                                    | 168              |                                                                             |
| 9. Luckoschen                                |                  | am 1. Oktober 1937 zu Lucken                                                |
| 10. Packern                                  | 45               |                                                                             |
| 11. Patilszen                                | 92               | am 16. Juli 1938 umbenannt in Brücken (Ostpr.)                              |
| 12. Plicken                                  |                  | am 1. Oktober 1938 zu Baringen                                              |
| 13. Enskehmen                                | 87               | am 16. Juli 1938 umbenannt in Rauschendorf (Ostpr.)                         |
| 14. Ribben                                   | 101              |                                                                             |
| 15. Szillehlen                               | 114              | am 16. Juli 1938 umbenannt in Lehmau                                        |
| 16. Schöckstupönen                           | 98               | am 16. Juli 1938 umbenannt in Pohlau                                        |
| 17. Wilpischen                               | 112              | am 16. Juli 1938 umbenannt in Wilpen                                        |
| Amtsbezirk Enzuhnen                          | 1298             | ab 1938/39 Amtsbezirk Rodebach                                              |
| 1. Ackomienen, Kirchspiel Enzuhnen           |                  | am 1. Oktober 1937 zu Schluidszen                                           |
| 2. Bißnen                                    | 68               |                                                                             |
| 3. Enzuhnen                                  | 261              | am 16. Juli 1938 umbenannt in Rodebach                                      |
| 4. Kubillehlen                               | 45               | am 16. Juli 1938 umbenannt in Freieneck                                     |
| 5. Kurplauken                                |                  | am 1. April 1937 zu Schluidszen                                             |
| 6. Noreitschen                               |                  | am 1. Oktober 1937 zu Wirbeln                                               |
| 7. Schluidszen                               | 263              | am 16. Juli 1938 umbenannt in Lerchenborn (Ostpr.)                          |
| 8. Trakehnen                                 | 501              |                                                                             |
| 9. Wilken                                    | 53               |                                                                             |
| 10. Wirbeln                                  | 107              |                                                                             |
| Amtsbezirk Gallkehmen                        | 1246             | ab 1938/39 Amtsbezirk Hohenschanz                                           |
| 1. Adlig Budweitschen                        | 26               | am 16. Juli 1938 umbenannt in Grundhausen                                   |
| 2. Bäuerlich Budweitschen                    | 71               | am 16. Juli 1938 umbenannt in Finkenschlucht                                |
| 3. Gallkehmen                                | 118              | am 16. Juli 1938 umbenannt in Hohenschanz                                   |
| 4. Groß Sodehnen                             | 106              | am 16. Juli 1938 umbenannt in Grenzen; am 1. Oktober 1939 zu Heilbrunn      |
| 5. Matternischken                            | 86               | am 16. Juli 1938 umbenannt in Matten                                        |
| 6. Mattlauken                                | 153              | am 16. Juli 1938 umbenannt in Hellbrunn                                     |
| 7. Matzkutschen                              | 184              | am 16. Juli 1938 umbenannt in Fuchshagen                                    |
| 8. Norudszen                                 |                  | am 1. April 1937 zu Plathen                                                 |
| 9. Platen                                    | 82               |                                                                             |
| 10. Pötschlauken                             |                  | am 1. Oktober 1937 zu Matzkutschen                                          |
| 11. Sannseitschen                            | 117              | am 16. Juli 1938 umbenannt in Sannen                                        |
| 12. Szabojeden                               | 68               | am 16. Juli 1938 umbenannt in Haselgrund (Ostpr.)                           |
| 13. Schuckeln                                | 48               |                                                                             |
| 14. Semmetimmen                              | 56               |                                                                             |
| 15. Susseitschen                             | 81               | am 16. Juli 1938 umbenannt in Hochtann                                      |
| 16. Wicknaweitschen                          | 156              | am 16. Juli 1938 umbenannt in Wickenfeld                                    |
| Amtsbezirk Göritten                          | 1442             |                                                                             |
| 1. Alexkehmen                                | 367              | am 16. Juli 1938 umbenannt in Alexbrück                                     |
| 2. Dopönen                                   | 300              | am 16. Juli 1938 umbenannt in Grünweide (Kr. Ebenrode)                      |
| 3. Dozuhnen                                  |                  | am 16. Juli 1938 umbenannt in Muldau; am 1. April 1939 zu Bruchhöfen        |
| 4. Göritten                                  | 467              |                                                                             |
| 5. Jogeln                                    |                  | am 1. April 1937 zu Göritten                                                |
| 6. Kallweitschen                             | 235              | am 16. Juli 1938 umbenannt in Haldenau (Ostpr.)                             |
| 7. Rudszen                                   | 73               | am 16. Juli 1938 umbenannt in Talfriede                                     |
| Amtsbezirk Groß Wannagupchen                 | 2197             | ab 1938/39 Amtsbezirk Stadtfelde                                            |
| 1. Amalienhof                                | 275              |                                                                             |
| 2. Bruchhöfen                                | 338              | bis 1928 Groß Uszballen                                                     |
| 3. Deeden                                    | 70               |                                                                             |
| 4. Groß Wannagupchen                         | 187              | am 16. Juli 1938 umbenannt in Rohren (Ostpr.)                               |
| 5. Grünhof                                   | 125              |                                                                             |
| 6. Hopfenbruch                               | 112              | bis 1928 Paballen                                                           |
| 7. Lawischkehmen                             | 602              | am 16. Juli 1938 umbenannt in Stadtfelde                                    |
| 8. Malissen                                  | 153              |                                                                             |
| 9. Peschicken                                | 66               | am 16. Juli 1938 umbenannt in Altbruch                                      |
| 10. Petrikatschen                            | 147              | am 16. Juli 1938 umbenannt in Schützenort                                   |
| 11. Rauhdohnen                               | 71               | am 16. Juli 1938 umbenannt in Raudorf                                       |
| 12. Skarullen                                | 70               | am 16. Juli 1938 umbenannt in Ebenflur; am 1. April 1939 zu Bruchhöfen      |
| 13. Stobern                                  | 51               |                                                                             |
| Amtsbezirk Jägersthal                        | 896              | ab ca. 1938/39 Amtsbezirk Nassawen                                          |
| 1. Aschlauken                                | 158              | am 16. Juli 1938 umbenannt in Kalkhöfen                                     |
| 2. Damerau                                   | 229              |                                                                             |
| 3. Grünwalde                                 |                  | am 1. April 1937 zu Damerau                                                 |
| 4. Krajutkehmen                              | 107              | am 16. Juli 1938 umbenannt in Dürrfelde                                     |
| 5. Nassawen                                  | 402              |                                                                             |
| 6. Neuteich                                  |                  | am 1. April 1937 zu Damerau                                                 |
| 7. Szinkuhnen                                | 196              | am 16. Juli 1938 umbenannt in Schenkenhagen                                 |
| 8. Schönbruch                                |                  | am 1. April 1937 zu Damerau                                                 |
| Amtsbezirk Jentkutkampen                     | 1939             | ab 1938/39 Amtsbezirk Burgkampen                                            |
| 1. Bersbrüden                                | 181              |                                                                             |
| 2. Eymenischken                              | 83               | am 16. Juli 1938 umbenannt in Eimental                                      |
| 3. Grieben                                   | 113              |                                                                             |
| 4. Jentkutkampen                             | 591              | am 16. Juli 1938 umbenannt in Burgkampen                                    |
| 5. Romanuppen                                | 69               | am 16. Juli 1938 umbenannt in Mildenheim                                    |
| 6. Schillgallen                              | 187              | am 16. Juli 1938 umbenannt in Heimfelde                                     |
| 7. Schockwethen                              | 91               | am 16. Juli 1938 umbenannt in Randau (Ostpr.)                               |
| 8. Seekampen                                 | 178              |                                                                             |
| 9. Ströhlkehmen                              | 60               | am 16. Juli 1938 umbenannt in Ströhlen                                      |
| 10. Uszdeggen                                | 133              | am 16. Juli 1938 umbenannt in Raineck                                       |
| 11. Walleykehmen                             | 139              | am 16. Juli 1938 umbenannt in Teichacker                                    |
| 12. Wittkampen                               | 114              |                                                                             |
| Amtsbezirk Jucknischken                      | 1571             | ab 1938/39 Amtsbezirk Föhrenhorst                                           |
| 1. Abracken                                  |                  | am 1. Oktober 1937 zu Szillen                                               |
| 2. Jucknischken                              | 322              | am 16. Juli 1938 umbenannt in Föhrenhorst                                   |
| 3. Peterlauken                               |                  | am 1. Oktober 1937 zu Szillen                                               |
| 4. Szillen                                   | 240              | am 16. Juli 1938 umbenannt in Schellendorf                                  |
| 5. Schilleningken                            | 462              | am 16. Juli 1938 umbenannt in Hainau                                        |
| 6. Schirmeyen                                | 38               | am 16. Juli 1938 umbenannt in Brandrode                                     |
| 7. Schwirgallen                              | 339              | am 16. Juli 1938 umbenannt in Eichhagen (Ostpr.)                            |
| 8. Stehlischken                              | 170              | am 16. Juli 1938 umbenannt in Stehlau                                       |
| 9. Wertimlauken                              |                  | am 1. Oktober 1937 zu Jucknischken                                          |
| Amtsbezirk Kassuben                          | 977              |                                                                             |
| 1. Antsodehnen                               | 83               | am 16. Juli 1938 umbenannt in Almen                                         |
| 2. Baubeln                                   | 133              | am 16. Juli 1938 umbenannt in Windberge (Ostpr.)                            |
| 3. Groß Lengmeschken                         | 96               | am 16. Juli 1938 umbenannt in Lengen                                        |
| 4. Karklienen                                | 77               | am 16. Juli 1938 umbenannt in Hügeldorf                                     |
| 5. Kassuben                                  | 243              |                                                                             |
| 6. Kickwieden                                | 145              |                                                                             |
| 7. Kinderlauken                              | 55               | am 16. Juli 1938 umbenannt in Kinderfelde                                   |
| 8. Leegen                                    | 81               |                                                                             |
| 9. Wohren                                    | 64               |                                                                             |
| Amtsbezirk Kattenau                          | 1536             |                                                                             |
| 1. Dräweningken                              | 114              | am 16. Juli 1938 umbenannt in Dräwen                                        |
| 2. Kattenau                                  | 696              |                                                                             |
| 3. Kiaulacken                                | 98               | am 16. Juli 1938 umbenannt in Quellbruch                                    |
| 4. Mikuthelen                                |                  | am 1. Oktober 1937 zu Kattenau                                              |
| 5. Noruszuppen                               | 68               | am 16. Juli 1938 umbenannt in Altenfließ (Ostpr.)                           |
| 6. Schwentakehmen                            | 29               | am 16. Juli 1938 umbenannt in Schwanen                                      |
| 7. Tutschen                                  | 471              |                                                                             |
| 8. Willkinnen                                | 60               | am 16. Juli 1938 umbenannt in Willdorf                                      |
| Amtsbezirk Mehlkehmen                        | 1076             | ab 1938/39 Amtsbezirk Birkenmühle                                           |
| 1. Klein Lengmeschken                        |                  | am 1. Oktober 1937 zu Mehlkehmen                                            |
| 2. Mehlkehmen                                | 1076             | am 16. Juli 1938 umbenannt in Birkenmühle                                   |
| 3. Messeden                                  |                  | am 1. Oktober 1937 zu Mehlkehmen                                            |
| 4. Sobeitschen                               |                  | am 1. Oktober 1937 zu Mehlkehmen                                            |
| Amtsbezirk Milluhnen                         | 1793             | Mühlengarten                                                                |
| 1. Benullen                                  | 191              | am 16. Juli 1938 umbenannt in Weidenkreuz                                   |
| 2. Berninglauken                             | 120              | am 16. Juli 1938 umbenannt in Berningen                                     |
| 3. Gaidszen                                  |                  | am 1. Oktober 1937 zu Benullen                                              |
| 4. Jodszen                                   | 184              | am 16. Juli 1938 umbenannt in Hollenau (Ostpr.)                             |
| 5. Milluhnen                                 | 460              | am 16. Juli 1938 umbenannt in Mühlengarten                                  |
| 6. Pakalnischken                             | 173              | am 16. Juli 1938 umbenannt in Schleusen                                     |
| 7. Puplauken                                 | 42               | am 16. Juli 1938 umbenannt in Ulmenau (Ostpr.)                              |
| 8. Reckeln                                   |                  | am 1. Oktober 1937 zu Scharfeneck                                           |
| 9. Scharfeneck                               | 271              |                                                                             |
| 10. Schillupönen                             | 161              | am 16. Juli 1938 umbenannt in Stolzenau (Ostpr.)                            |
| 11. Skrudszen                                | 191              | am 16. Juli 1938 umbenannt in Lengfriede                                    |
| Amtsbezirk Pillupönen                        | 1461             | ab 1938/39 Amtsbezirk Schloßbach                                            |
| 1. Ackmonienen, Kirchspiel Pillupönen        |                  | am 1. Oktober 1937 zu Schluidszen                                           |
| 2. Daugelischken                             | 37               | am 16. Juli 1938 umbenannt in Pfeifenberg                                   |
| 3. Norwieden                                 | 100              |                                                                             |
| 4. Pillupönen                                | 791              | am 16. Juli 1938 umbenannt in Schloßbach                                    |
| 5. Sudeiken                                  | 32               |                                                                             |
| 6. Taschieten                                | 175              | am 16. Juli 1938 umbenannt in Steinhalde                                    |
| 7. Wenzlowischken                            | 326              | am 16. Juli 1938 umbenannt in Wenzbach                                      |
| Amtsbezirk Podszohnen                        | 1022             | ab 1938/39 Amtsbezirk Buschfelde (Ostpr.)                                   |
| 1. Datzkehmen                                | 48               | am 16. Juli 1938 umbenannt in Datzken                                       |
| 2. Egglenischken                             | 224              | am 16. Juli 1938 umbenannt in Tannenmühl                                    |
| 3. Laukupönen                                | 249              | am 16. Juli 1938 umbenannt in Erlenhagen                                    |
| 4. Mitzkaweitschen                           | 117              | am 16. Juli 1938 umbenannt in Ellerau (Ostpr.)                              |
| 5. Podszohnen                                | 296              | am 16. Juli 1938 umbenannt in Buschfelde (Ostpr.)                           |
| 6. Tauerkallen                               | 88               | am 16. Juli 1938 umbenannt in Tauern                                        |
| Amtsbezirk Rominter Heide                    | 0                |                                                                             |
| 1. Rominter Heide, gemeindefreier Gutsbezirk | 0                |                                                                             |
| Amtsbezirk Schakummen                        | 1094             | ab 1938/39 Amtsbezirk Eichkamp                                              |
| 1. Disselwethen                              | 112              | am 16. Juli 1938 umbenannt in Disselberg                                    |
| 2. Germingkehmen                             | 79               | am 16. Juli 1938 umbenannt in Germingen                                     |
| 3. Girnuhnen                                 | 127              | am 16. Juli 1938 umbenannt in Rehbusch                                      |
| 4. Schackummen                               | 231              | am 16. Juli 1938 umbenannt in Eichkamp                                      |
| 5. Schwentischken                            | 545              | am 16. Juli 1938 umbenannt in Schanzenort                                   |
| Amtsbezirk Sodargen                          | 1.122            |                                                                             |
| 1. Ambraskehmen                              | 96               | am 16. Juli 1938 umbenannt in Krebsfließ                                    |
| 2. Bartzkehmen                               | 129              | am 16. Juli 1938 umbenannt in Bartztal                                      |
| 3. Gutweitschen                              | 91               | am 16. Juli 1938 umbenannt in Gutweide (Ostpr.)                             |
| 4. Kosakweitschen                            | 65               | am 16. Juli 1938 umbenannt in Rauschmünde                                   |
| 5. Osznaggern                                | 101              | am 16. Juli 1938 umbenannt in Sandau (Ostpr.)                               |
| 6. Radszen                                   | 47               | am 16. Juli 1938 umbenannt in Raschen (Ostpr.)                              |
| 7. Russen                                    | 29               | am 1. Oktober 1939 zu Sandau                                                |
| 8. Schwiegupönen                             | 49               | am 16. Juli 1938 umbenannt in Neuenbach                                     |
| 9. Sodargen                                  | 368              |                                                                             |
| 10. Wabbeln                                  | 176              |                                                                             |
| Amtsbezirk Soginten                          | 883              |                                                                             |
| 1. Anderskehmen                              | 95               | am 16. Juli 1938 umbenannt in Andersgrund                                   |
| 2. Bugdszen                                  | 114              | am 16. Juli 1938 umbenannt in Klimmen                                       |
| 3. Hohenfried                                | 166              |                                                                             |
| 4. Jurgeitschen                              | 65               | am 16. Juli 1938 umbenannt in Jürgenrode                                    |
| 5. Kischken                                  | 118              |                                                                             |
| 6. Kupsten                                   |                  | am 1. April 1938 zu Hohenfried                                              |
| 7. Mehlkinten                                | 43               |                                                                             |
| 8. Rittigkeitschen                           | 48               | am 16. Juli 1938 umbenannt in Martinsort                                    |
| 9. Scheppetschen                             |                  | am 1. April 1938 zu Hohenfried                                              |
| 10. Soginten                                 | 93               |                                                                             |
| 11. Urbszen                                  | 141              | am 16. Juli 1938 umbenannt in Urfelde                                       |
| Amtsbezirk Trakehnen                         | 1518             |                                                                             |
| 1. Groß Trakehnen                            | 1518             |                                                                             |

Eingemeindungen bis 1928
- Augusten, am 30. September 1928 zu Disselwethen
- Degimmen, 1895 zu Dräweningken
- Dumbeln, am 30. September 1928 zu Bredauen
- Fuchsberg, 1895 zu Groß Schakummen
- Gawehnen, am 30. September 1928 zu Scharfeneck
- Grablauken, am 30. September 1928 zu Bilderweitschen
- Groß Schwentischken, am 30. September 1928 zu Schwentischken
- Heygerey, 1895 zu Bugdszen
- Iszledimmen, 1884 zum Gutsbezirk Trakehnen
- Klein Griegalischken, 1896 zu Aschlauken
- Klein Schwentischken, am 30. September 1928 zu Schwentischken
- Klein Sodehnen, 1895 zu Mattlauken
- Klein Wannagupchen, ca. 1901 zu Amalienhof
- Klingersberg, 1902 zum Forstgutsbezirk Warnen
- Louisenhof, 1895 zu Groß Schakummen
- Mehlschücken, 1896 zu Szillen
- Oblauken, am 30. September 1928 zu Scharfeneck
- Paadern, am 30. September 1928 zu Kassuben
- Sodargen, ca. 1905 zum Gutsbezirk Sodargen
- Swainen, am 30. September 1928 zu Kassuben
- Williothen, am 30. September 1928 zu Kallweitschen

## Ortsnamen
Am 3. Juni 1938 fanden im Kreis Stallupönen – mit amtlicher Bestätigung vom 16. Juli 1938 – aufgrund einer Anordnung des Gauleiters und Oberpräsidenten Ostpreußens Erich Koch auch im Kreis Stallupönen umfangreiche Umbenennungen von Ortsnamen statt, die auch an der Kreisstadt und damit am Namen des gesamten Kreises nicht vorübergingen, der nun den Namen Kreis Ebenrode erhielt. Viele Ortsnamen wurden, da in den Augen der Machthaber „nicht deutsch genug“, durch lautliche Angleichungen, Übersetzungen oder freie Erfindungen „modernisiert“. Dabei erhielten von 175 Gemeinden (Stand: 17. Mai 1939) 115 eine neue Bezeichnung. Einzelne Umbenennungen hatten auch schon in den Jahren davor stattgefunden.
Neben den oben genannten Gemeinden hinaus wurden auch kleinere Orte umbenannt:
- Abracken: Kornfelde
- Alt Budupönen: Altpreußenfelde
- Alt Kattenau: Neu Trakehnen
- Ambraskehmen: Krebsfließ
- Bajohrgallen: Goltzfelde
- Bartzkehmen: Bartztal
- Danzkehmen: Oettingen
- Gudweitschen: Gutweide (Ostpr.)
- Gurdschen: Schwichowshof
- Jucknischken: Föhrenhorst
- Kalpakin: Königseichen
- Klein Tarpupönen: Sommerkrug
- Kosakweitschen: Rauschmünde
- Neu Budupönen: Neupreußenfelde
- Osznaggern/Oschnaggern: Sandau (Ostpr.)
- Peterlauken:Petersort
- Radszen/Radschen: Raschen (Ostpr.)
- Schilleningken: Hainau
- Schwiegupöhnen: Neuenbach
- Szillen/Schillen: Schellendorf
- Taukenischken: Belowsruh
- Wertimlauken: Kleinföhrenforst
- Wilpischen: Wilpen

### Im Kreis Stallupönen geboren
Carl Cappeller, 22. Februar 1842 bis 17. Juli 1925, deutscher Indologe, geboren in Alexkehmen